# Juupajoki

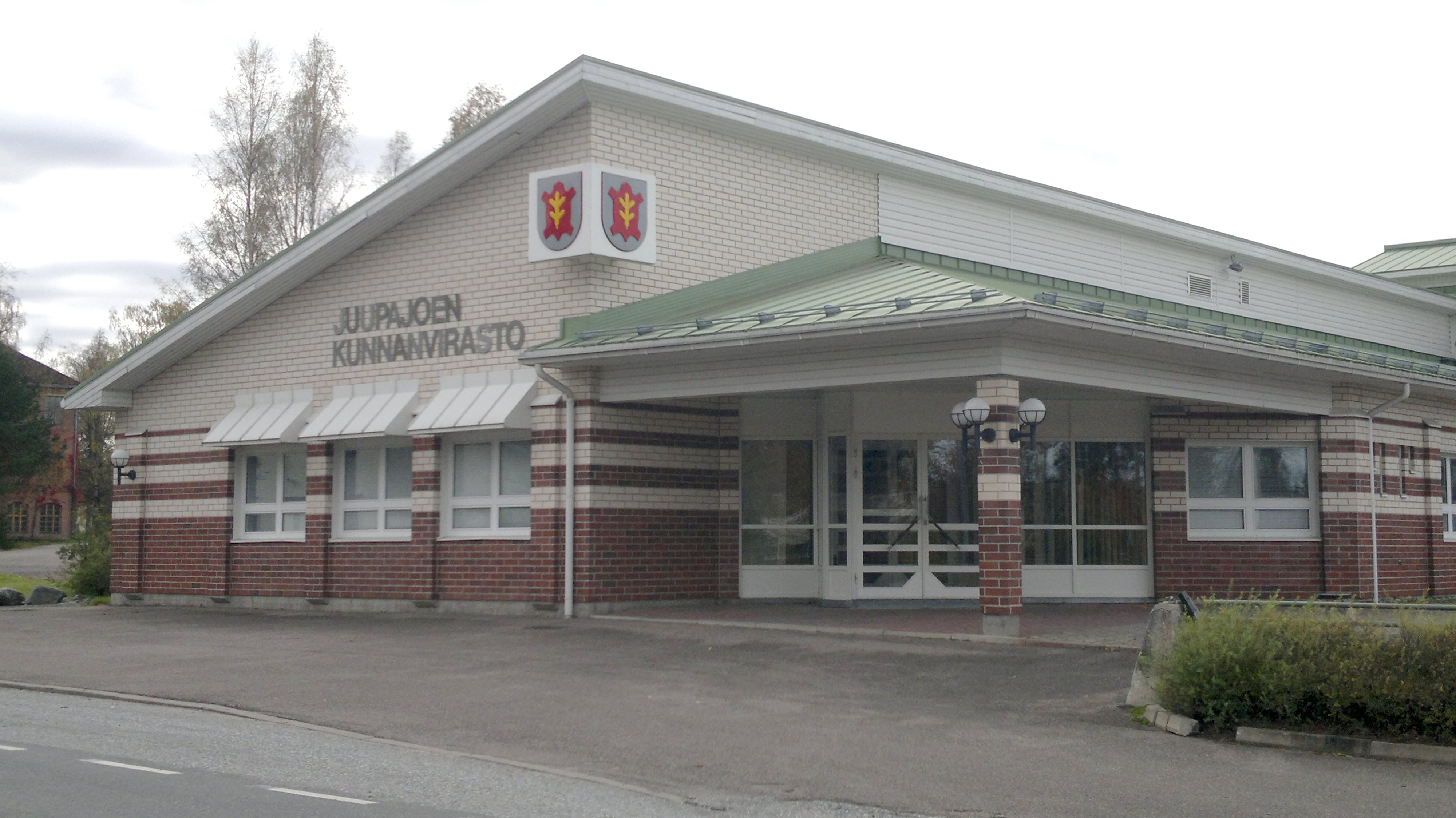
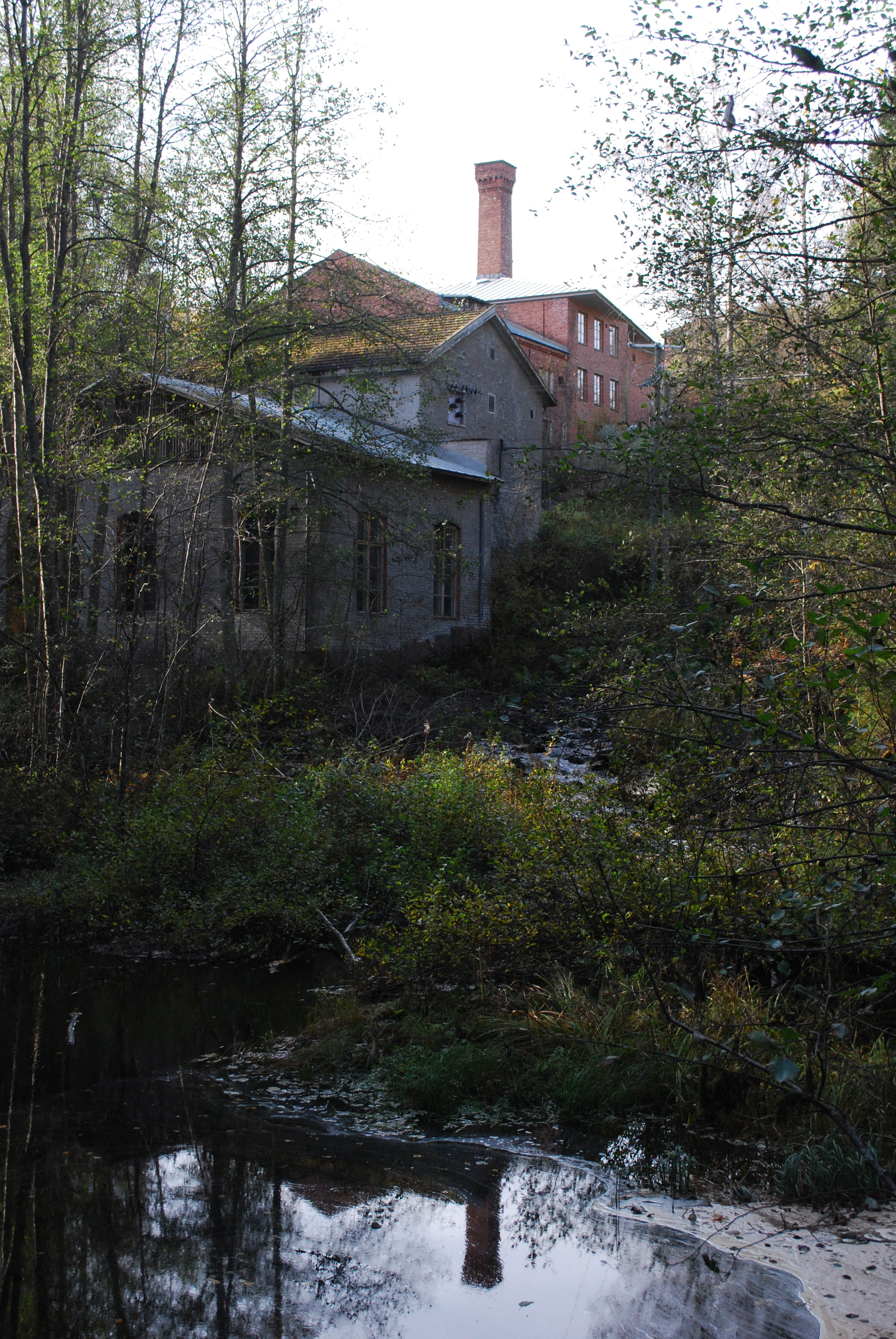
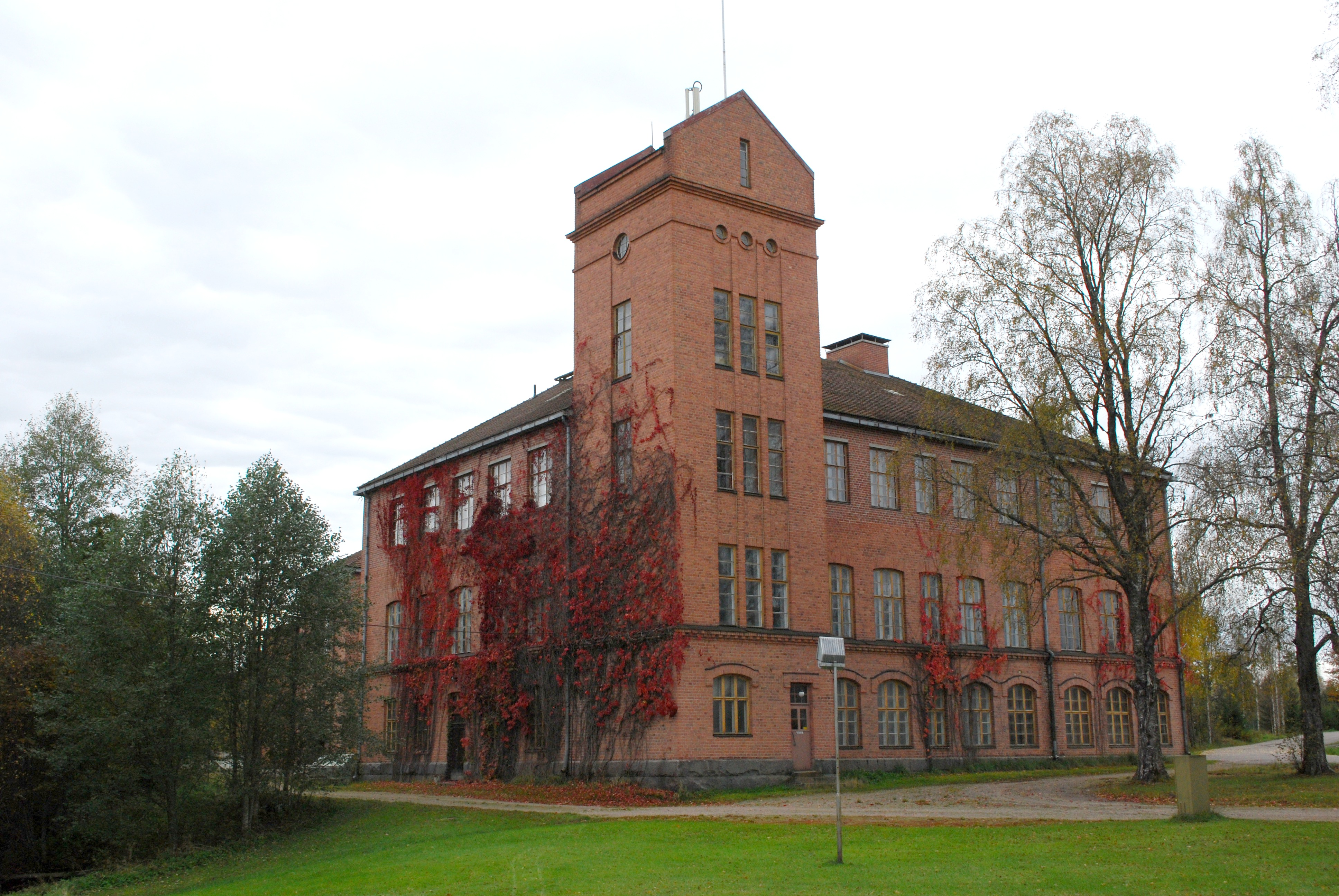

Juupajoki is een gemeente in de Finse provincie West-Finland en in de Finse regio Pirkanmaa. De gemeente heeft een landoppervlakte van 258,39 km² en telt 1.768 inwoners (2022).